# Oberkommando in den Marken
Das Oberkommando in den Marken war eine Kommandobehörde der Preußischen Armee in den Jahren zwischen 1848 und 1920.
Im Zuge der Revolution von 1848/49 kam es in Preußen zu politischen Verwerfungen. Im September 1848 wurde Ernst von Pfuel zum preußischen Ministerpräsidenten und Kriegsminister ernannt. Da dieser schon während der Märzrevolution in Berlin gezeigt hatte, dass er eher für einen Ausgleich und eine konstitutionelle Politik stand, galt er vielen Beamten und Regierungsvertretern als unzuverlässig. In gewisser Weise bildete das schon zuvor am 13. September 1848 eingerichtete „Oberkommando in den Marken“ (d. h. im Gebiet der früheren Mark Brandenburg) eine Art Rückversicherung König Friedrich Wilhelms IV. Dieser neuen Behörde sollten im Falle von Unruhen sämtliche Truppen zwischen Elbe und Oder unterstehen, die ansonsten taktisch dem III. Armee-Korps und dem Gardekorps unterstanden. Gegenüber diesen Generalkommandos sollte der Oberbefehlshaber in den Marken in Zeiten von Unruhen zudem direkt weisungsberechtigt sein. Zum ersten Oberbefehlshaber wurde am 13. September 1848 der General der Kavallerie Friedrich Graf von Wrangel ernannt, welcher als unbedingt loyal galt. So wurde sichergestellt, dass das Militär den Monarchen im Falle weiterer Unruhen in der Hauptstadt unterstützte. Durch eine Kabinettsorder vom 28. Juli 1849 wurde die Dienststelle dauerhaft etatisiert.
Ihr Sitz war Berlin und das Oberkommando bestand zunächst lediglich aus dem Oberbefehlshaber selbst und einem Stabsoffizier. Im Frieden unterstanden ihr keinerlei Truppen, sodass sie nur bei inneren Unruhen oder einer Mobilmachung eine Rolle spielte. Die dabei anzuwendenden Vollmachten wurden im Gesetz über den Belagerungszustand von 1851 sowie in der Anweisung des Kriegsministeriums »Über den Waffengebrauch des Militärs und über die Mitwirkung desselben zur Unterdrückung innerer Unruhen« geregelt. Oftmals wurde einer der Korpskommandeure zusätzlich zum Oberbefehlshaber in den Marken und zum Gouverneur von Berlin ernannt.
Die Einrichtung des Oberkommandos in den Marken wurde auch nach der Revolution beibehalten und bildete eine Besonderheit. Im Deutschen Reich war in Friedenszeiten die Stellung des Kommandierenden Generals die einflussreichste, welche sogar ein Immediatrecht beim Monarchen einschloss. Nur im Raum Berlin war den jeweiligen Korpskommandeuren der Oberbefehlshaber der Marken – wenn auch nur im Falle von Unruhen – übergeordnet. Während des Ersten Weltkriegs fungierte der Oberbefehlshaber in den Marken als Militärbefehlshaber für Berlin und die Provinz Brandenburg, wobei ihm die stellvertretenden Generalkommandos des III. Armee-Korps und des Gardekorps untergeordnet waren. Der Oberbefehlshaber in den Marken war während des Ersten Weltkriegs auch der einzige Militärbefehlshaber, mit dem der Kaiser dienstlich verkehrte. So verkündete Generaloberst Gustav von Kessel als Oberbefehlshaber in den Marken am 31. Juli 1914 den Kriegszustand für seinen Befehlsbereich und übernahm die vollziehende Gewalt. Im Zuge der Mobilmachung wurde die Dienststelle personell erweitert und spielte eine wichtige Rolle bei der Niederschlagung von Unruhen wie dem Januarstreik. Während des Kapp-Putsches gehörte der Oberbefehlshaber in den Marken General der Infanterie Walther von Lüttwitz zu den führenden Putschisten und setzte seine Truppen gegen die Regierung ein. Nach dem Scheitern der Aktion wurde die Kommandobehörde daher am 20. März 1920 aufgelöst.

## Oberbefehlshaber in den Marken
| Zeitraum                  | Name                    |
| ------------------------- | ----------------------- |
| 13.09.1848 bis 1866       | Friedrich von Wrangel   |
| 1866 (in Vertretung)      | Franz von Waldersee     |
| 12.06.1878 bis 07.12.1882 | August von Württemberg  |
| 07.12.1882 bis 10.01.1895 | Alexander von Pape      |
| 10.01.1895 bis 20.05.1896 | Walter von Loë          |
| 20.05.1896 bis 1897       | Hugo von Winterfeld     |
| 1897 bis 1901             | unbesetzt               |
| 02.05.1901 bis 29.05.1909 | Wilhelm von Hahnke      |
| 29.05.1909 bis 01.06.1918 | Gustav von Kessel       |
| 01.06.1918 bis 17.11.1918 | Alexander von Linsingen |
| 17.11.1918 bis 20.03.1920 | Walther von Lüttwitz    |